# Brazilatemnus browni
Genre
Espèce
Brazilatemnus browni, unique représentant du genre Brazilatemnus, est une espèce de pseudoscorpions de la famille des Atemnidae.

## Distribution
Cette espèce est endémique du Brésil. Elle se rencontre dans les États d'Amazonas et du Pará.

## Étymologie
Cette espèce est nommée en l'honneur de l'entomologiste William L. Brown de l'Université Cornell.

## Publication originale
- Muchmore, 1975 : Two miratemnid pseudoscorpions from the western Hemisphere (Pseudoscorpionida, Miratemnidae). Southwestern Naturalist, vol. 20, no 2, p. 231-239.